# Conseil militaire de transition (1985)
Pour les articles homonymes, voir Conseil militaire de transition.
Le Conseil militaire de transition est l'organe exécutif mis en place après le coup d'État du 6 avril 1985 au Soudan qui a renversé Gaafar Nimeiry. Il a été remplacé en 1986 par le Conseil de souveraineté.

## Composition
- Président : Abdel Rahman Swar al-Dahab
- Vice-président : Taj el-Din Abdallah Fadl
- Membres : Mohamed Mirghani Mohamed Tahir, Mohamed Tawfik Khalil, Yousif Hussien Ahmed-, Yousif Hassan Al-Haj, Fabian Agim Long, James Loro, Hamada Abdel, Azim Hamada, Osman Al-Amin Al-Sayed, Ibrahim Yousif Al-Awad Al-Gaali, Abdel Aziz Mohamed Al-Amin, Osman Abdalla Mohamed, Fadlalla Burma Nasir, Faris Abdallah Hosni